# Pterolepis
Pterolepis là chi thực vật có hoa trong họ Mua.

## Hình ảnh

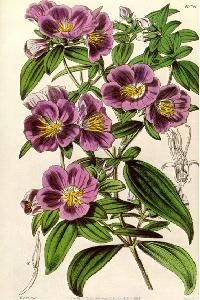
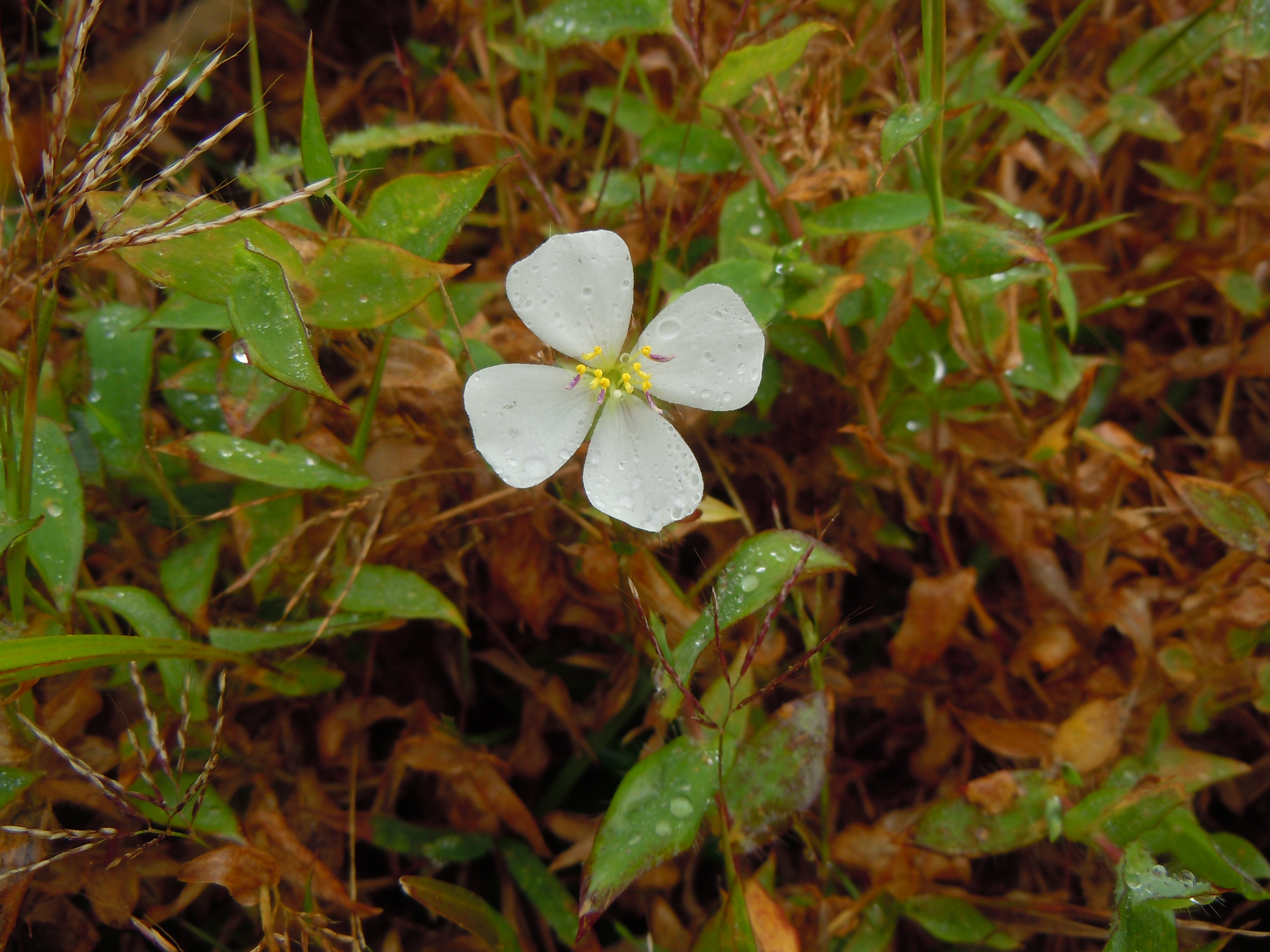